# جيريمي بيرنستاين
جيريمي بيرنستاين (بالإنجليزية: Jeremy Bernstein)‏ هو فيزيائي ومؤرخ وكاتب أمريكي، ولد في 31 ديسمبر 1929 في روتشستر في الولايات المتحدة.

## وصلات خارجية
- جيريمي بيرنستاين على موقع الموسوعة البريطانية (الإنجليزية)